# Tschuggen (Berner Oberland)
Der Tschuggen ist ein 2521 m ü. M. hoher Gipfel in den Berner Voralpen oberhalb von Wengen. Er ist die höchste Erhebung in einer Kette von drei Bergen, die sich nördlich der Kleinen Scheidegg zwischen Grindelwald und Wengen respektive dem Lauterbrunnental erheben. Südlich vom Tschuggen liegt das Lauberhorn (2472 m ü. M.), im Norden der Männlichen (2343 m ü. M.).
Die Bergkette fällt nach Westen über Felswände steil ab. Wie bei anderen Bergen der Axen-Decke, die aus 180 Millionen Jahre alten Schiefern, Ton- und Mergelsteinen besteht, fällt der Tschuggen nicht nur im Westen nach Wengen, sondern auch im Norden steil in Felswänden ab, während die Südostflanke weniger steil und felsig ist. Im Gegensatz zum Männlichen und zum Lauberhorn ist der pyramidenähnliche Tschuggen deutlich schwerer zu besteigen, da im Gipfelbereich auch die Südostflanke recht steil und von Felsen durchsetzt ist.
An der Ostseite des Tschuggens führt der viel begangene Wanderweg vom Männlichen zur Kleinen Scheidegg entlang. Im Gegensatz zu seinen Nachbarn ist der Gipfel des Tschuggens aber weder durch markierte Wanderwege noch durch Bahnen erschlossen. Auf der Ostseite gibt es zwei Sessellifte für Skifahrer. Die Bergstation des höheren liegt auf der Ostschulter auf ca. 2300 m ü. M.
Der Name leitet sich vom spätlateinischen zocca/zoccus für Baumstrunk – auch Stocken – ab. Früher wurde auch die Bezeichnung «Thuner Tschuggen» verwendet, wobei hiermit je nach Quelle der Tschuggen, der Bergzug zwischen Lauterbrunnental und Grindelwald oder der Männlichen gemeint war.